# 167 (liczba)
167 (sto sześćdziesiąt siedem) – liczba naturalna następująca po 166 i poprzedzająca 168.

## W matematyce
- 167 jest trzydziestą dziewiątą liczbą pierwszą, następującą po 163 i poprzedzającą 173[1]
- 167 jest liczbą wesołą[2]
- 167 jest różnicą kwadratów dwóch kolejnych liczb  (842 - 832)
- 167 nie jest liczbą palindromiczną, czyli liczbą czytana w obu kierunkach, w pozycyjnych systemach liczbowych od bazy 2 do bazy 16
- 167 należy do jednej trójki pitagorejskiej (167, 13944, 13945)..

## W nauce
- liczba atomowa unhexseptium (niezsyntetyzowany pierwiastek chemiczny)
- galaktyka NGC 167
- planetoida (167) Urda
- kometa krótkookresowa 167P/CINEOS

## W kalendarzu
167. dniem w roku jest 16 czerwca (w latach przestępnych jest to 15 czerwca). Zobacz też co wydarzyło się w roku 167, oraz w roku 167 p.n.e.